# 三苯基氯硅烷
三苯基氯硅烷是一种有机硅化合物，化学式为(C6H5)3SiCl。

## 制备
三苯基氯硅烷最初于1886年由A. Polis用五氯化磷和四苯基硅烷按化学计量比反应得到：
{\displaystyle \mathrm {Si(C_{6}H_{5})_{4}\ +PCl_{5}\longrightarrow Si(C_{6}H_{5})_{3}Cl+\ Cl{-}C_{6}H_{5}\ +\ PCl_{3}} }
它也可由苯基氯化镁和四氯化硅反应得到：
{\displaystyle \mathrm {3\ ClMgC_{6}H_{5}+SiCl_{4}\longrightarrow Si(C_{6}H_{5})_{3}Cl+\ 3\ MgCl_{2}} }

## 性质
三苯基氯硅烷可以和5-溴-1,3-苯二酚在二氯甲烷中反应，得到5-溴-1,3-二(三苯基硅氧基)苯。